# 1155
Cette page concerne l'année 1155  du calendrier julien. Pour l'année 1155 av. J.-C., voir 1155 av. J.-C.
L'année 1155 est une année commune qui commence un samedi.

## Événements
- Janvier :
  - Retour de Louis VII de France de Saint-Jacques-de-Compostelle. Séjour à Montpellier en février[1].
  - Thomas Becket est nommé chancelier du royaume d'Angleterre[2]
  - Confirmation des fueros (droits) au port cantabrique d’Avilés[3].
- 13 février : Frédéric Barberousse met le siège devant Tortone qui résiste deux mois ; le 15 avril, la ville est livrée aux flammes[4].
- Février : le roi de Sicile Guillaume le Mauvais est à Salerne ; il ordonne à ses troupes d’envahir les États pontificaux et investit Bénévent ; Adrien IV l’excommunie, et il lève le siège[5].

- 20 mars, Russie : Iouri Dolgorouki, prince de Souzdal, devient grand-prince de Kiev après avoir évincé Iziaslav[6]. Il chasse définitivement le patriarche Klim de Kiev, et demande au patriarche de Constantinople un nouveau métropolite[7]. L’évêque Constantin Ier est désigné. Novgorod obtient l’autonomie ecclésiastique grâce à la fidélité de son évêque, Nifont (ou Niphon), au patriarcat de Constantinople lors du schisme de Kiev. Andreï Bogolioubski apporte à Vladimir l’icône de la Vierge de Tendresse qui avait été déposée au monastère de femme de Vychgorod près de Kiev en 1131[8].

- Printemps : Géza II de Hongrie fait une incursion en territoire byzantin ; il conclut la paix avec l’empereur d’Orient Manuel Ier Comnène[9].

- 17 avril : Frédéric Barberousse est couronné roi des Lombards à Pavie[10].

- Avril[11] : mort de Masud Ier. Début du règne de Qılıj Arslan II, sultan saljûqide de Rum (fin en 1190)[12].

- Mai[13] : les Byzantins, conduits par les généraux Michel Paléologue et Jean Doukas, débarquent à Ancône pour tenter de conquérir l’Italie du Sud[14].

- 10 juin : concile de Soissons. Louis VII instaure la paix générale sur le royaume de France[15]. Premières ordonnances royales en France pour instaurer la paix dans le royaume.
- 18 juin : 
  - Frédéric Barberousse occupe Rome et se fait couronner empereur par le pape à Saint-Pierre[16].
  - Défaite de la commune de Rome face au pape et à l’empereur. Arnaud de Brescia est vaincu et brûlé par Frédéric Barberousse[16].
- Juin : Nur ad-Din prend Baalbek après avoir conclu une trêve avec le royaume de Jérusalem[17].

- Août-septembre : les Byzantins assiègent et prennent Bari, Trani, Barletta[18], puis s’imposent dans les Pouilles, des Marches au golfe de Tarente (1155-1156). Ils s’aliènent à la fois Venise qui ne peut tolérer une menace sur ses liaisons en Adriatique, l’empereur Frédéric Barberousse et le roi Guillaume Ier de Sicile.
- Septembre : la maladie du roi de Sicile Guillaume le Mauvais[5], provoque une révolte de la noblesse normande, dirigée par Robert II d’Aversa et André de Rupecanina[19]. Robert II réussit à reprendre Capoue[20] mais la coalition est vaincue par Guillaume en 1156[21].
- 12 octobre : Gênes obtient des privilèges commerciaux à Constantinople[22].
- Octobre : le pape Adrien IV reçoit à San-Germano l’hommage de Robert II d’Aversa et d’André de Rupecanina, puis se rend à Bénévent[5].

- Charte de confirmation des coutumes de Lorris, première charte de franchises conservée en France[23].